# Alex Stein
 Alex Stein  (ur. 2 maja 1997 w Evansville) – amerykański koszykarz, występujący jako rozgrywający/rzucający obrońca, od 9 stycznia 2024 zawodnik PGE Spójni Stargard. Od sezonu 2024/25 zawodnik Energa Icon Sea Czarni Słupsk.
Alex Stein ma 190 cm wzrostu i 26 lat. W latach 2015–2019 grał dla uczelni Southern Indiana, gdzie rozegrał 126 meczów. W zespole tym będącym w II dywizji NCAA miał bilans: wszystkie mecze rozpoczynał w pierwszej piątce; na boisku spędzał średnio po 33 minuty; zdobył 17,6 punktu, trafił 40% "trójek"; miał 3,5 zbiórki i 3 asysty. 
W sezonie 2019/2020 był zawodnikiem na zapleczu NBA (G League) w zespole Cleveland Charge, w którym wystąpił w 15 meczach. Następnie grał w Europie, poza Chorwacją grał w Luksemburgu w zespole Residence Walferdange (bilans: wystąpił w 21 meczach; trafiał średnio 11/20 rzutów z gry; 8,6 zbiórki i 4 asysty) i w Belgii w zespole Limburg United z BNXT League (bilans: w 36 meczach zdobył po 16,6 punktu; oddał 11,6 rzutu z gry; miał 4,25 asysty i 3 zbiórki; trafił 34% "trójek"). 
Sezon 2023/2024 amerykański koszykarz rozpoczął w KK Cibonie Zagrzeb, gdzie wystąpił w 13 meczach zdobywając średnio po 9 punktów, trafiając 45% "trójek" (18/40). 22 grudnia 2023 rozegrał ostatni mecz w KK Cibonie Zagrzeb, przeciwko Cedevita Olimpija zdobył sześć punktów. Alex Stein był szóstym obcokrajowcem w składzie Spójni w sezonie 2023/2024.